# Гао (область)
Га́о (фр. Gao) — область (провинция) в Мали.
- Административный центр — город Гао.
- Площадь — 170 572 км², население — 544 120 человек (2009 год).

## География
На западе граничит с областью Томбукту, на севере с областью Кидаль, на востоке и юге с Нигером, на юго-востоке с Буркина-Фасо.
Главной водной артерией провинции является река Нигер.

## Население
Гао населяют народы сонгаи, бобо, туареги и бамбара. Туареги проживают как в пустыне, так и в городских поселениях типа Бакала.

## Административное деление

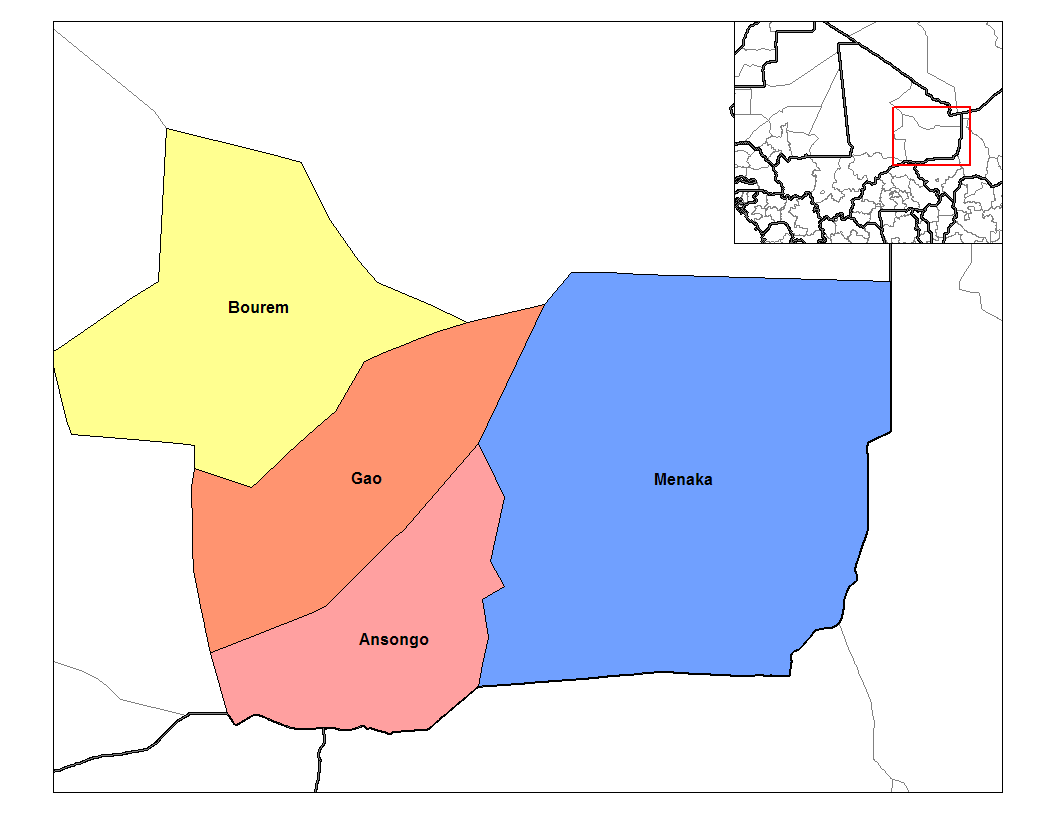
Административная карта Гао

Административно Гао делится на 4 округа:
| Округ   | Площадь, км² | Население, чел. (2009) |
| ------- | ------------ | ---------------------- |
| Ансонго | 23 614       | 132 205                |
| Бурем   | 43 000       | 115 958                |
| Гао     | 31 250       | 239 853                |
| Менака  | 73 664       | 56 104                 |